# Incidente del Boeing 737 di TAME del 1983
L'incidente del Boeing 737-200 di TAME del 1983 fu un incidente aereo in cui un Boeing 737-2V2 Advanced della compagnia aerea nazionale ecuadoriana TAME, che stava volando su una rotta domestica dall'aeroporto Internazionale Mariscal Sucre di Quito all'aeroporto Internazionale Mariscal Lamar di Cuenca, si schiantò contro una collina durante l'avvicinamento a solo un chilometro e mezzo dalla sua destinazione finale, provocando la morte di tutte le 119 persone a bordo.
Il disastro fu il primo e il peggior incidente nella storia di TAME, e rimane quello con più vittime nella storia dell'Ecuador. L'indagine successiva appurò che il volo si era schiantato a causa della mancanza di esperienza dell'equipaggio su quel tipo di aeromobile, che causò un volo controllato contro il suolo.

## L'aereo
Il velivolo coinvolto era un Boeing 737-200, marche HC-BIG, numero di serie 22607, numero di linea 775. Volò per la prima volta l'11 giugno 1981 e venne consegnato a TAME nell'ottobre dello stesso anno. Era spinto da 2 motori turboventola Pratt & Whitney JT8D-17. Al momento dell'incidente, l'aereo aveva poco più di due anni e rimase l'unico Boeing 737 mai operato da TAME.

## L'incidente
La mattina dell'11 luglio 1983, l'aereo decollò dall'aeroporto internazionale Mariscal Sucre di Quito per un volo regionale verso l'aeroporto Internazionale Mariscal Lamar di Cuenca con 111 passeggeri e otto membri dell'equipaggio a bordo. Il velivolo incontrò nebbia durante l'avvicinamento alla destinazione, ma le condizioni meteorologiche di quel giorno erano riportate come buone. L'equipaggio contattò la torre di controllo di Cuenca per ottenere il permesso di atterrare, che fu concesso.
Durante gli ultimi minuti del volo, i piloti si distrassero discutendo di problemi di lavoro in TAME e non sapevano che l'aereo stava volando pericolosamente basso verso una montagna. Inoltre, allo stesso tempo, stavano sperimentando alcuni dei controlli e dei sistemi dell'aeromobile.
Pochi secondi prima che l'aereo colpisse la montagna e un chilometro e mezzo dall'aeroporto, il Ground Proximity Warning System (GPWS) si attivò, annunciando un'imminente collisione contro il terreno e facendo risuonare un avviso acustico. Il comandante e il primo ufficiale tentarono di risalire e di allontanarsi dalla montagna applicando piena potenza ai motori e iniziando una ripida salita, ma ormai era troppo tardi. Il jet colpì la cima della collina di Bashún ed esplose, scivolando in un burrone; non ci furono sopravvissuti.
Due minuti dopo la perdita del segnale dell'aereo dagli schermi radar, il controllo del traffico aereo di Cuenca (ATC) dichiarò un'emergenza. Il giorno seguente, i velivoli di ricerca e le squadre di soccorso arrivarono all'ultima posizione nota dell'aereo. A causa della lontananza e della difficoltà di accesso al luogo dell'incidente, il personale di soccorso impiegò diverse ore per raggiungere il sito stesso.

## Le indagini
I timori iniziali riferivano di un possibile sabotaggio dopo che una stazione radio aveva riferito di aver assistito a un'esplosione a mezz'aria. Durante l'inchiesta, questa ipotesi fu scartata a causa della mancanza di prove a sostegno. Le autorità civili dell'aviazione avviarono un'indagine, in collaborazione con Boeing, Pratt & Whitney e il National Transportation Safety Board (NTSB) degli Stati Uniti.
I risultati dell'indagine furono presentati diversi mesi dopo e conclusero che gli errori dei piloti furono la causa principale dell'incidente. Vennero identificati diversi fattori: l'addestramento dei piloti di TAME non era sufficiente per pilotare il Boeing 737-200 Advanced, l'equipaggio non aveva piena familiarità con i comandi dell'aeromobile ed era distratto mentre cercava di individuare la pista nella fitta nebbia; di conseguenza, l'aereo scese al di sotto dell'altitudine minima altitudine di sicurezza in una regione montuosa, con l'equipaggio che ignorò i comandi vocali del GPWS fino a pochi secondi prima dell'impatto.